# Watilikiri
Der Watilikiri oder Watilikri, auch beaked boomerang genannt, ist ein Bumerang aus Australien.

## Beschreibung
Der Watilikri ist aus Holz hergestellt und in der Grundform wie der normale, australische Bumerang gearbeitet. Der Querschnitt der Waffe ist elliptisch. Am vorderen Ende ist im Gegensatz zum normalen Bumerang ein hakenförmiges Endstück angebracht. Die Ränder des gesamten Bumerangs  sind zu einer scharfen Kante gearbeitet. Der Watilikri wird mit dem hakenförmigen Ende zum Gegner hin geworfen. Wird dieser vom Griffende an der Schulter getroffen, schlägt er über die Schulter und trifft mit dem hakenförmigen Ende den Gegner im Schulter- oder Rückenbereich.  Die Watilikri erreichen eine für Bumerangs ungewöhnliche Länge von bis zu 81 cm. Sie werden von dem Warramunga-Stamm in Australien benutzt.